# Петров, Иван Михайлович (партийный деятель)

Мемориальная доска на здании Национальной библиотеки Республики Карелия

Ива́н Миха́йлович Петро́в (1914—1985) — советский политический и государственный деятель.

## Биография
Родился в многодетной крестьянской семье, карел. В 1935 году окончил Петрозаводский сельскохозяйственный техникум по специальности «гидротехник-мелиоратор».
В 1939—1940 годах — секретарь Олонецкого райкома ВЛКСМ. 1940—1944 гг. — секретарь ЦК ВЛКСМ КФССР.
В 1944—1946 годах — секретарь Президиума Верховного Совета Карело-Финской ССР.
В 1946—1949 годах учился в Высшей партийной школе при ЦК ВКП(б).
В 1949—1959 годах — управляющий делами Совета Министров КФССР (1949—1950), министр совхозов КФССР (1950—1952), второй секретарь ЦК КП(б) КФССР (1952—1956), заместитель председателя Президиума Верховного Совета Карело-Финской ССР (1956), министр культуры Карельской АССР (1956—1959).
В 1959—1984 годах — директор Государственной публичной библиотеки Карельской АССР.
Избирался депутатом Верховного Совета СССР IV созыва, депутатом Верховного Совета Карело-Финской ССР IV созыва и Верховного Совета Карельской Автономной ССР V созыва.

## Семья
Супруга — Татьяна Ильинична, дети — сын и четыре дочери.

## Награды
Медали «За трудовое отличие» (1947), «За трудовую доблесть в Великой Отечественной войне 1941—1945 гг.» (1947), «За доблестный труд. В ознаменование 100-летия со дня рождения В. И. Ленина» (1970 г.), орден Дружбы народов (1981); Почетная грамота Президиума Верховного Совета КФССР (1944, 1954, 1964), «Заслуженный работник культуры КАССР» (1984).